# Batea

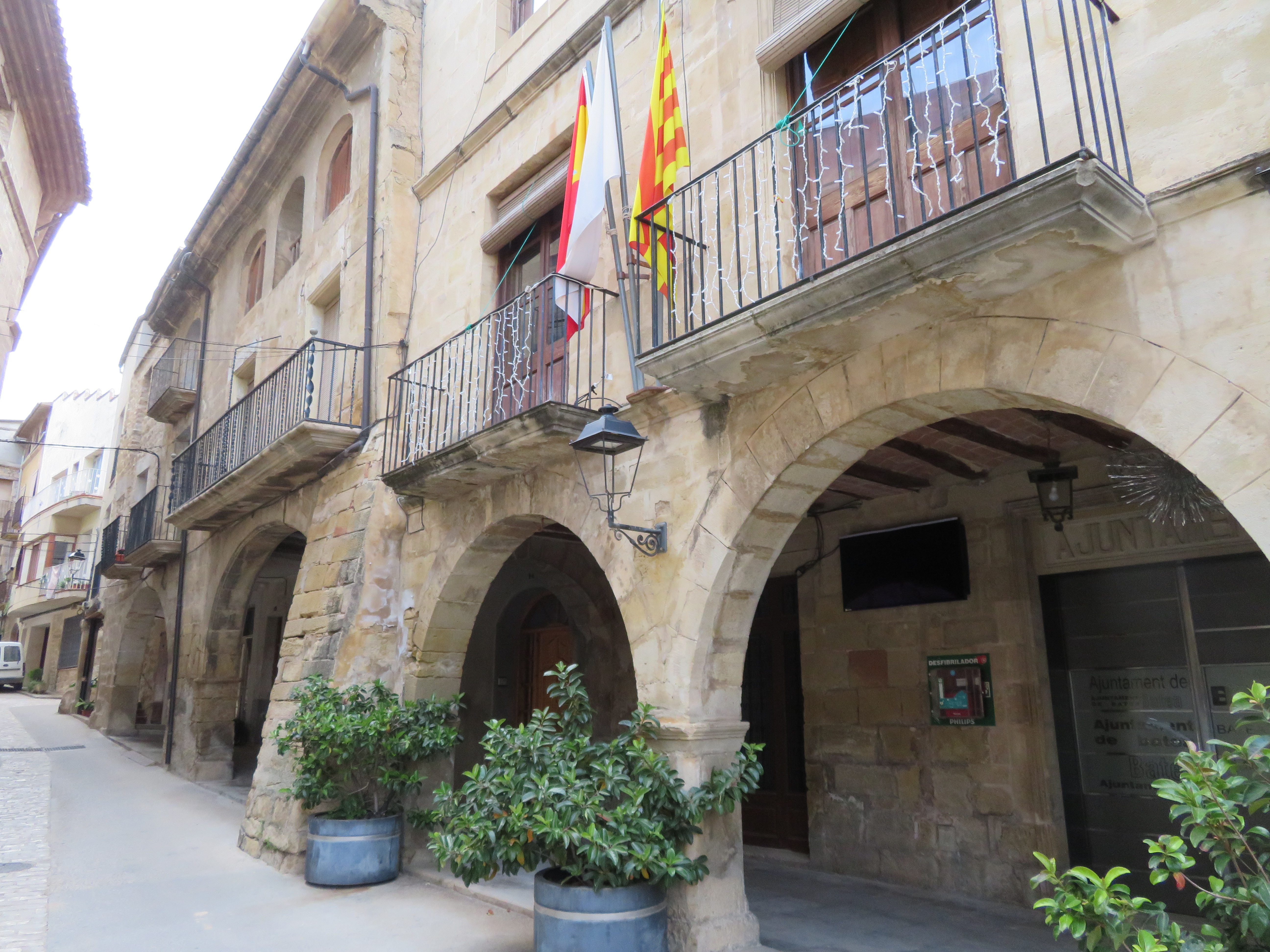
Mairie de Batea

Batea est une commune de la province de Tarragone, en Catalogne, en Espagne, de la comarque de Terra Alta. C'est l'une des villes avec le plus d'héritage historique de la région, mais aujourd'hui, l'importance de la ville est clairement indiquée sur la qualité de ses vins célèbres, puisque la plupart de ses terres sont destinées à la culture de la vigne et la ville possède plusieurs établissements vinicoles pour le traitement du liquide précieux, couvert par la D.O. Terra Alta (ca). Les premiers vestiges de la population sont enregistrés par les restes trouvés sur le gisement de la Tour marraine des siècles VIII-VII et le réservoir du Tossal del Moro, des siècles VII-VI.

## Géographie
Située dans la dépression centrale catalane, la municipalité de Batea est située sur un monticule ou une colline d'environ 376 m à son point culminant. Son territoire municipal est constitué de vallées, de montagnes et des rives de la rivière Algars. Les points les plus élevés sont Tossal de les Forques 436 m, Punta del Mosquit 429 m et Punta Rodona 417 m.

La rivière Algárs est la rivière qui traverse la municipalité de Batea. Ce tronçon longe en grande partie la frontière municipale avec l'Aragon. Dans la zone de Batea, il occupe environ 1 135,05 ha, ce qui représente 53,33 % de la superficie totale du fleuve. Son débit est régulier et son tracé comporte de nombreux méandres ; qui sont appréciés par les locaux et les touristes pendant l'été. Il naît dans les ports de Tortosa-Beceite, entre les municipalités de Beceite et d'Arnés, et rejoint la rivière Matarraña peu avant d'atteindre l'Èbre. La rivière Algárs a été déclarée réserve naturelle partielle (Xarxa Natura 2000). Les rives de la rivière Algars sont également protégées en tant que zones de protection spéciale pour les oiseaux (ZEPA).

## Économie
Le secteur le plus important à Batea est le secteur primaire, la culture de la vigne étant la plus importante. Mais on y cultive aussi des arbres fruitiers, des oliveraies, des jachères, des céréales, des vergers destinés à la consommation privée, etc. Il existe également des élevages de porcs et de volailles (poulets et dindes).
Dans le secteur secondaire, nous trouvons l'un des piliers de l'économie de la municipalité de Batea, la vinification. La majeure partie de sa production porte le label d'Appellation d'Origine Terra Alta.
Outre les caves à vin, il existe une industrie de fabrication de meubles, des ateliers mécaniques, etc.

Dans le secteur tertiaire, on trouve des activités parascolaires, des activités touristiques, des supermarchés et des commerces de proximité, des magasins de vêtements, de chaussures et d'accessoires, un fleuriste, des boulangeries, des boucheries, des services informatiques, etc.

## Lieux et monuments

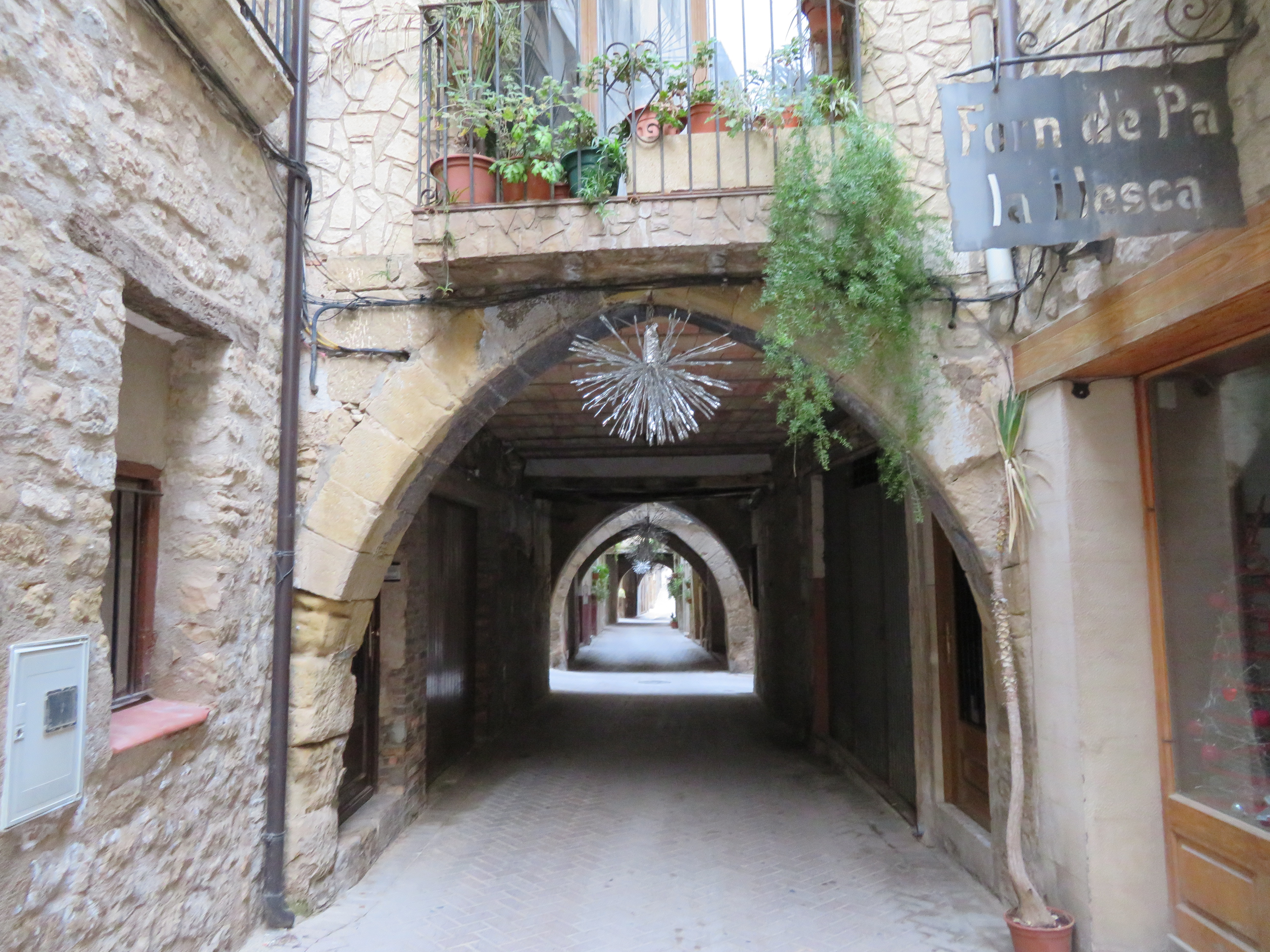
Vieille ville, arcades du centre historique de Batea